# فهرست شهرداران تبریز
شهر تبریز از بدو تأسیس شهرداری در این شهر تاکنون ۶۰ شهردار به خود دیده است. باتوجه به اینکه برخی از این شهرداران طی چند دورهٔ منفصل، این سمت را برعهده داشته‌اند، تعداد دوره‌های شهرداری تبریز به عدد ۷۴ می‌رسد (بدون احتساب دوره‌هایی که شهرداری توسط سرپرست اداره می‌شد).
علیرضا نوین که بین سال‌های ۱۳۸۴ تا ۱۳۹۲ خورشیدی به مدت ۸ سال شهردار تبریز بود، بیشترین مدت تصدی‌گری نهاد شهرداری را در بین شهرداران این شهر به خود اختصاص داده است. از لحاظ مدت تصدی‌گری، پس از علیرضا نوین، میرطاهر موسوی قرار دارد که بین سال‌های ۱۳۶۵ تا ۱۳۷۲ خورشیدی به مدت ۷ سال شهردار تبریز بود. مدت تصدی‌گری بقیهٔ شهرداران این شهر (حتی آن‌هایی که طی چند دورهٔ منفصل این سمت را برعهده داشته‌اند) کمتر از دورهٔ تصدی‌گری نوین و موسوی است.
سید حسینقلی خان جلیلی (ارفع الملک)، عبدالغفار ناظم العداله (عدل ضرابی) و میرزا آقا بلوری هرکدام برای ۳ دورهٔ منفصل و میرزا ابراهیم‌خان کلانتری باغمیشه (شرف الدوله)، احمد مشایخی (مستشار السلطنه)، سعید مجتهدی	و حمید وارسته نیز هرکدام برای ۲ دورهٔ منفصل شهردار تبریز بوده‌اند. بقیهٔ شهرداران این شهر هم صرفاً طی یک دورهٔ متصل، این سمت را برعهده داشته‌اند.
این فهرست، شامل اسامی شهرداران تبریز، از بدو تأسیس شهرداری تاکنون است:
| ردیف | نام شهردار                                    | دورهٔ تصدی                       | تصویر                                                                                        |
| ---- | --------------------------------------------- | ------------------------------- | -------------------------------------------------------------------------------------------- |
| ۱    | سردار همایون قاسم‌خان والی                     | ۱۲۸۸–۱۲۸۶                       | سردار همایون قاسم‌خان والی                                                                    |
| ۲    | علی مسیو                                      | ۱۲۸۹–۱۲۸۸                       | علی مسیو                                                                                     |
| ۳    | میرزا ابراهیم‌خان کلانتری باغمیشه (شرف الدوله) | ۱۲۹۰–۱۲۸۹                       | میرزا ابراهیم‌خان کلانتری باغمیشه                                                             |
| ۴    | رفیع الدوله                                   | ۱۲۹۲–۱۲۹۰                       |                                                                                              |
| ۵    | عبدالغفار ناظم العداله (عدل ضرابی)            | ۱۲۹۵–۱۲۹۳                       |                                                                                              |
| ۶    | یحیی ناظم‌الدوله دیبا                          | ۱۲۹۶                            |                                                                                              |
| ۷    | رفیع خان امین                                 | ۱۲۹۶                            |                                                                                              |
| ۸    | حاجی سیف                                      | ۱۲۹۷–۱۲۹۶                       |                                                                                              |
| ۹    | سید حسینقلی خان جلیلی (ارفع الملک)            | ۱۲۹۹–۱۲۹۷                       | حسینقلی خان جلیلی (ارفع الملک)، شهردار تبریز در کنار دیوار سد در جلو دروازه تهران، ۱۳۱۳/۹/۱۵ |
| ۱۰   | میرزا آقا بلوری                               | ۱۳۰۰–۱۲۹۹                       |                                                                                              |
| ۱۱   | عبدالغفار ناظم العداله (عدل ضرابی)            | ۱۳۰۱–۱۳۰۰                       |                                                                                              |
| ۱۲   | میرزا ابراهیم‌خان کلانتری باغمیشه (شرف الدوله) | ۱۳۰۲–۱۳۰۱                       | میرزا ابراهیم‌خان کلانتری باغمیشه                                                             |
| ۱۳   | احمد مشایخی (مستشار السلطنه)                  | آذر ۱۳۰۲ – شهریور ۱۳۰۳          |                                                                                              |
| ۱۴   | میرزا آقا بلوری                               | شهریور ۱۳۰۳ – شهریور ۱۳۰۴       |                                                                                              |
| ۱۵   | عبدالحسین طباطبایی شهامیر (سردار مفخم)        | شهریور ۱۳۰۴ – خرداد ۱۳۰۵        |                                                                                              |
| ۱۶   | احمد مشایخی (مستشار السلطنه)                  | خرداد ۱۳۰۵ – مرداد ۱۳۰۵         |                                                                                              |
| ۱۷   | عبدالغفار ناظم العداله (عدل ضرابی)            | مرداد ۱۳۰۵ – شهریور ۱۳۰۶        |                                                                                              |
| ۱۸   | محمدعلی تربیت                                 | مهر ۱۳۰۶ – فروردین ۱۳۰۹         |                                                                                              |
| ۱۹   | سید حسینقلی خان جلیلی (ارفع الملک)            | فروردین ۱۳۰۹ – مرداد ۱۳۱۰       | حسینقلی خان جلیلی (ارفع الملک)، شهردار تبریز در کنار دیوار سد در جلو دروازه تهران، ۱۳۱۳/۹/۱۵ |
| ۲۰   | میر مصطفی علامیر                              | مرداد مرداد ۱۳۱۰ – فروردین ۱۳۱۱ |                                                                                              |
| ۲۱   | محمود غفاری                                   | فروردین ۱۳۱۱ – تیر ۱۳۱۲         |                                                                                              |
| ۲۲   | میرزا جلال‌الدین خان کیهان                     | تیر ۱۳۱۲ – مرداد ۱۳۱۳           |                                                                                              |
| ۲۳   | سید حسینقلی خان جلیلی (ارفع الملک)            | مرداد ۱۳۱۳ – بهمن ۱۳۱۶          | حسینقلی خان جلیلی (ارفع الملک)، شهردار تبریز در کنار دیوار سد در جلو دروازه تهران، ۱۳۱۳/۹/۱۵ |
| ۲۴   | مرتضی امین                                    | بهمن ۱۳۱۶ – مهر ۱۳۱۷            |                                                                                              |
| ۲۵   | ابوالقاسم جهانگیری                            | مهر ۱۳۱۷ – اردیبهشت ۱۳۱۹        |                                                                                              |
| ۲۶   | عبدالحمید حکیمی                               | اردیبهشت ۱۳۱۹ – تیر ۱۳۱۹        |                                                                                              |
| ۲۷   | مهدی هادی                                     | تیر ۱۳۱۹ – آذر ۱۳۱۹             |                                                                                              |
| ۲۸   | عبدالله سررشته‌دار (داریوش سررشته)             | آذر ۱۳۱۹ – مهر ۱۳۲۰             | داریوش سررشته                                                                                |
| ۲۹   | میرزا آقا بلوری                               | مهر ۱۳۲۰ – تیر ۱۳۲۲             |                                                                                              |
| ۳۰   | علی اصغر اعتصام                               | تیر ۱۳۲۲ – مهر ۱۳۲۲             |                                                                                              |
| ۳۱   | اسماعیل بهادر                                 | مهر ۱۳۲۲ – فروردین ۱۳۲۳         |                                                                                              |
| ۳۲   | غلامرضا الهامی                                | فروردین ۱۳۲۳ – مهر ۱۳۲۴         | ابوالحسن خان اقبال آذر                                                                       |
| ۳۳   | ابوالحسن خان اقبال آذر (کفیل)                 | مهر ۱۳۲۴ – دی ۱۳۲۴              | ابوالحسن خان اقبال آذر                                                                       |
| ۳۴   | آتش بیات ماکو                                 | دی ۱۳۲۴ – مهر ۱۳۲۵              |                                                                                              |
| ۳۵   | عبدالله رحیمی                                 | مهر ۱۳۲۵ – آذر ۱۳۲۵             |                                                                                              |
| ۳۶   | هدایت‌الله کلانتری                             | دی ۱۳۲۵ – مهر ۱۳۲۷              |                                                                                              |
| ۳۷   | سعید سراج میر                                 | مهر ۱۳۲۷ – شهریور ۱۳۲۸          |                                                                                              |
| ۳۸   | فتح‌الله موثق                                  | شهریور ۱۳۲۸ – شهریور ۱۳۲۹       |                                                                                              |
| ۳۹   | سعید مجتهدی                                   | شهریور ۱۳۲۹ – بهمن ۱۳۳۰         |                                                                                              |
| ۴۰   | محمود روحانی                                  | بهمن ۱۳۳۰ – اسفند ۱۳۳۰          |                                                                                              |
| ۴۱   | عبدالحسین وجدانی                              | فروردین ۱۳۳۱ – آبان ۱۳۳۲        |                                                                                              |
| ۴۲   | علی نقی مولوی                                 | آبان ۱۳۳۲ – فروردین ۱۳۳۵        |                                                                                              |
| ۴۳   | سید مهدی نبوی                                 | اردیبهشت ۱۳۳۵ – آذر ۱۳۳۶        |                                                                                              |
| ۴۴   | محسن فرزان                                    | فروردین ۱۳۳۷ – مهر ۱۳۳۷         |                                                                                              |
| ۴۵   | سعید مجتهدی                                   | مهر ۱۳۳۷ – شهریور ۱۳۳۸          |                                                                                              |
| ۴۶   | لطفعلی قوامی                                  | شهریور ۱۳۳۸ – مرداد ۱۳۳۹        |                                                                                              |
| ۴۷   | مجید نسرین پور                                | مهر ۱۳۳۹ – تیر ۱۳۴۰             |                                                                                              |
| ۴۸   | حسین وخشوری                                   | تیر ۱۳۴۰ – اردیبهشت ۱۳۴۳        |                                                                                              |
| ۴۹   | حسینقلی وکیلی                                 | اردیبهشت ۱۳۴۳ – مهر ۱۳۴۴        |                                                                                              |
| ۵۰   | ابوالفضل ادیب                                 | مهر ۱۳۴۴ – تیر ۱۳۴۵             |                                                                                              |
| ۵۱   | سید علی پیشداد                                | تیر ۱۳۴۵ – مرداد ۱۳۴۶           |                                                                                              |
| ۵۲   | مصطفی امیر پناهی                              | آذر ۱۳۴۶ – مهر ۱۳۴۷             |                                                                                              |
| ۵۳   | محمد علی ظهیری                                | آبان ۱۳۴۷ – اسفند ۱۳۴۷          |                                                                                              |
| ۵۴   | حمید وارسته                                   | اسفند ۱۳۴۷ – آذر ۱۳۵۰           |                                                                                              |
| ۵۵   | عبدالعلی شاهید                                | آذر ۱۳۵۰ – آذر ۱۳۵۲             |                                                                                              |
| ۵۶   | جواد مصری                                     | آذر ۱۳۵۲ – خرداد ۱۳۵۳           |                                                                                              |
| ۵۷   | حسن اسکندری                                   | خرداد ۱۳۵۳ – تیر ۱۳۵۴           |                                                                                              |
| ۵۸   | حمید وارسته                                   | مرداد ۱۳۵۴ – دی ۱۳۵۶            |                                                                                              |
| ۵۹   | محمدباقر صدری                                 | دی ۱۳۵۶ – ۱۳۵۸                  |                                                                                              |
| ۶۰   | مجید اقتصادخواه                               | ۱۳۵۹–۱۳۵۸                       |                                                                                              |
| ۶۱   | محمدصادق پشمینه آذر                           | ۱۳۶۱–۱۳۵۹                       |                                                                                              |
| ۶۲   | اسماعیل قدری                                  | ۱۳۶۲–۱۳۶۱                       |                                                                                              |
| –    | میر ولی موسوی (سرپرست)                        | ۱۳۶۳–۱۳۶۲                       |                                                                                              |
| ۶۳   | محسن عزتی                                     | ۱۳۶۵–۱۳۶۳                       |                                                                                              |
| ۶۴   | میر طاهر موسوی                                | ۱۳۷۲–۱۳۶۵                       |                                                                                              |
| ۶۵   | فریدون درویش‌زاده                              | ۱۳۷۶–۱۳۷۲                       |                                                                                              |
| ۶۶   | محمد اشرفی‌نیا                                 | ۱۳۷۸–۱۳۷۶                       |                                                                                              |
| ۶۷   | عبادالله فتح‌اللهی                             | ۱۳۸۲–۱۳۷۸                       | عبادالله فتح‌اللهی                                                                            |
| ۶۸   | سید حسین فرهنگ‌پور                             | ۱۳۸۲                            |                                                                                              |
| ۶۹   | احتشام حاجی‌پور                                | ۱۳۸۴–۱۳۸۲                       |                                                                                              |
| ۷۰   | علیرضا نوین                                   | ۱۳۹۲–۱۳۸۴                       | علیرضا نوین                                                                                  |
| ۷۱   | صادق نجفی                                     | ۱۳۹۲ – شهریور ۱۳۹۶              |                                                                                              |
| ۷۲   | ایرج شهین باهر                                | شهریور ۱۳۹۶ – مرداد ۱۴۰۰        | ایرج شهین باهر                                                                               |
| ۷۳   | عباس رنجبر                                    | مرداد ۱۴۰۰ – بهمن ۱۴۰۰          |                                                                                              |
| ۷۴   | یعقوب هوشیار                                  | ۱۶ فروردین ۱۴۰۱ – تاکنون        |                                                                                              |